# Phoradendron morsicatum
Phoradendron morsicatum är en sandelträdsväxtart som beskrevs av C. Rizzini. Phoradendron morsicatum ingår i släktet Phoradendron och familjen sandelträdsväxter. Inga underarter finns listade i Catalogue of Life.